# Жорж Ланжелан
Жорж Ланжелан (фр. George Langelaan; 19 січня 1908, Париж — 9 лютого 1972) — французький та британський письменник. Відомий як автор науково-фантастичного оповідання «Муха», двічі екранізованого (в 1958 і 1986 роках).

## Біографія
Ланжелан народився в Парижі, в сім'ї англійця голландського походження і француженки. Його рідною мовою була французька.
Після окупації Франції Ланжелан втік до Англії. Там він вступив на військову службу в Управління спеціальних операцій, займався розвідувальною діяльністю. 7 вересня 1941 року його з парашутом скинули на окуповану територію Франції, з завданням вступити в контакт з бійцями французького Опору. 6 жовтня він був схоплений гітлерівцями, поміщений під варту в концтабір Мозак і засуджений до смертної кари. 16 липня 1942 року йому вдалося втекти і повернутися в Англію. Пізніше він взяв участь у висадці в Нормандії. Після війни був нагороджений французьким Військовим хрестом.
Згідно книги його спогадів, перед закиданням у Франції йому довелося зазнати пластичної операції: його вуха мали надзвичайно великий розмір і служили особливою прикметою.
Після війни Ланжелан повернувся в Париж, але до кінця життя залишався підданим британської корони.

## Творчість
Більшість творів Ланжелана були написані і видані французькою мовою. У їх числі збірка оповідань «Тринадцять привидів» (фр. Treize fantômes), різні науково-фантастичні оповідання (екранізовані у Франції), мемуари і наукову працю з історії промислової розвідки, «Нові паразити» (фр. Les nouveaux parasites).

## «Муха»
Прославило Ланжелана оповідання «Муха» (англ. The Fly), що було написане англійською мовою і опубліковане 1957 року, в червневому випуску журналу Playboy.
Відразу після виходу оповідання привернуло до себе увагу критиків та читачів, і в 1958 у кіно році його екранізував режисер Курт Нойманн. У 1986 у кіно році Девід Кроненберг зняв рімейк фільму.

## Екранізації
- Муха (1958)
- Повернення мухи (1959)
- Дивне диво (1962) (серіал «Альфред Гічкок представляє...»).
- Прокляття мухи (1965)
- Рука Боргуса Уимса (1971) (серіал «Ніч у картинній галереї»)
- Гіперіон (1975)
- Колекціонер мізків (1976)
- Муха (1986)
- Муха 2 (1989)